# Connected (Stereo MC's)
Connected is een nummer van de Britse formatie Stereo MC's uit 1992. Het is de eerste single van hun gelijknamige derde studioalbum. Harry Wayne Casey en Richard Finch van K.C. & the Sunshine Band hebben meegeschreven aan het nummer.
Het lied is gebaseerd op een sample van "Let Me (Let Me Be Your Lover)" van Jimmy Bo Horne. Ook komt er een sample voor uit "Now that we've found love" van Third World ("Make daddy shoot").
Het nummer wist in een aantal westerse landen de hitlijsten te bereiken. In het Verenigd Koninkrijk haalde het een bescheiden 18e positie. In Nederland haalde het de 6e positie in de Tipparade, en in de Vlaamse Radio 2 Top 30 haalde het de 19e positie. Ondanks dat "Connected" in Nederland slechts de Tipparade bereikte, werd het er toch een radiohit en verwierf het nummer ook later nog steeds populariteit. 